# Casa Rosada

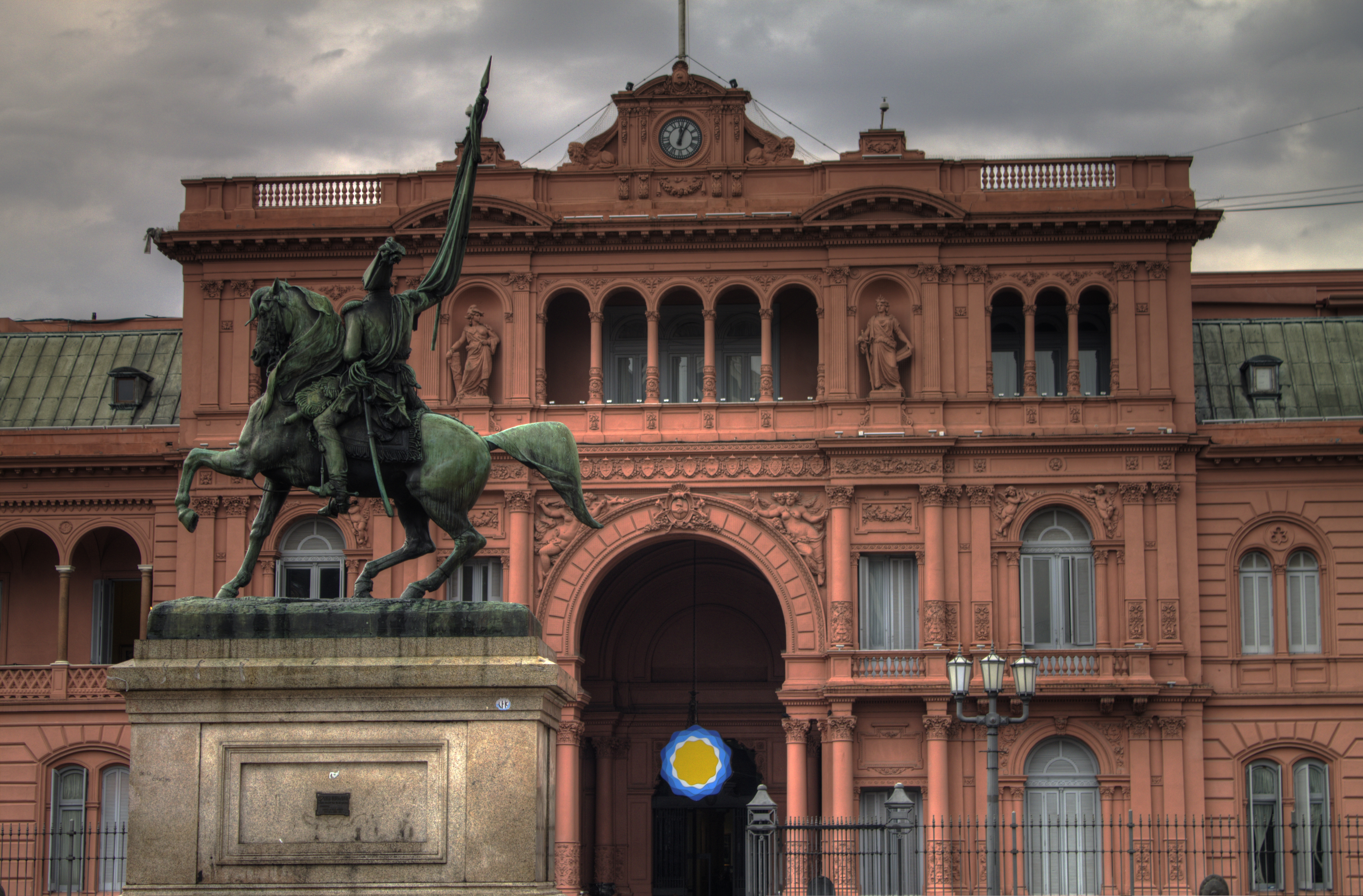
De voorgevel van het Casa Rosada

Het Casa Rosada (Spaans voor: Roze huis) is het werkpaleis van de Argentijnse president. Het staat in de hoofdstad Buenos Aires aan de Plaza de Mayo.

## Geschiedenis
Het gebouw staat op dezelfde plek waar de Spaanse conquistador Pedro de Mendoza in 1536 een fort liet bouwen. Op dat moment lag het fort nog aan de oever van de Río de la Plata. Het diende niet alleen voor de verdediging van de stad maar ook als zetel van de plaatselijke regering.
In 1855 werd tussen het fort en de oever een douanegebouw gebouwd. In 1873 werd er nog een gebouw toegevoegd. Dit was het hoofdpostkantoor dat in Neorenaissance stijl werd uitgevoerd met Franse elementen. Van het fort was toen al niet meer veel over. Wel was hier, na een aantal verbouwingen, een werkpaleis ontstaan. Dit droeg toen al de naam Casa Rosada.
Vrij snel hierna werd dit werkpaleis afgebroken en werd er een nieuw Casa Rosada neergezet dat net zo groot was als het postkantoor. In 1884 werden beide gebouwen samengevoegd. Dat het ooit twee gebouwen waren is nog steeds te zien in de asymmetrische gevel.